# Wolfgang Grenke
Wolfgang Grenke (* 3. Februar 1951 in Baden-Baden) ist ein deutscher Unternehmer und Verbandsfunktionär. Er ist Gründer, Hauptaktionär und ehemaliger Vorstandsvorsitzender des Finanzdienstleisters Grenke AG sowie ehemaliger Präsident des Baden-Württembergischen Industrie- und Handelskammertags.

## Leben
Grenke studierte Wirtschaftsingenieurwesen in Karlsruhe. 1978 gründete er noch als Student in Baden-Baden mit zwei Mitarbeitern die Grenke-Leasing KG, ein Leasingunternehmen für Bürogeräte. 1990 folgte die Gründung der ersten Niederlassung und 1997 die erste Auslandsgesellschaft. Im Jahr 2000 ging die Grenkeleasing AG im Segment Neuer Markt an die Börse. Inzwischen hat sie ihr Geschäft auf Factoring- und Bankdienstleistungen ausgeweitet, ist als Grenke AG im SDAX notiert und unterhält Niederlassungen in über 30 Ländern (Stand 2022). Ende Februar 2018 schied der bisherige Vorsitzende Grenke aus dem Vorstand aus. Im Mai 2018 wurde er zum stellvertretenden Aufsichtsratsvorsitzenden gewählt, dem er bis Juli 2020 angehörte.
Von 2007 bis 2013 war Grenke Vizepräsident der Industrie- und Handelskammer Karlsruhe, von 2013 bis 2025 deren Präsident. Mit seinem Ausscheiden wurde er zum Ehrenpräsidenten ernannt.
Der Baden-Württembergische Industrie- und Handelskammertag wählte ihn 2014 zu einem seiner Vizepräsidenten und 2016 zum Präsidenten, als der er bis 2022 amtierte. In dieser Zeit gehörte er auch dem Vorstand der Deutschen Industrie- und Handelskammer (DIHK) an und vertrat die DIHK als Vizepräsident bei der europäischen Dachvereinigung Eurochambres in Brüssel.
Grenke ist vielfältig als Mäzen und Sponsor aktiv. Im Jahr 2004 übertrug er 675.000 seiner Unternehmensanteile an eine gemeinnützige Stiftung zur Förderung des Sports sowie von Kunst, Architektur und Denkmalschutz. Er ließ ein denkmalgeschütztes Gebäude in der Baden-Badener Lichtentaler Allee zum Kulturhaus LA8 mit Museum für Kunst und Technik des 19. Jahrhunderts umbauen, das 2009 eröffnete. Grenke fördert insbesondere den Schachsport, so den Schach-Bundesligisten und mehrfachen deutschen Rekordmeister OSG Baden-Baden. Er ist Mitglied im Freundeskreis und im Stiftungsrat des Festspielhauses Baden-Baden.
Am 3. April 2025 verlieh ihm seine Heimatstadt „für seine Verdienste um die Stadt Baden-Baden“ die Ehrenbürgerwürde.
Die Landtagsfraktion der SPD Baden-Württemberg benannte Wolfgang Grenke 2016 als Mitglied der 16. Bundesversammlung zur Wahl des Nachfolgers von Bundespräsident Joachim Gauck.
Seit Juli 2019 ist Wolfgang Grenke Aufsichtsratsvorsitzender des Karlsruher SC. Dessen Jugendakademie ist nach seinem Unternehmen benannt.
Grenke ist verheiratet und hat drei erwachsene Söhne aus erster Ehe sowie eine Tochter aus zweiter Ehe.